# Azeryol Baku
Azeryol Baku (früher Baki Baku) ist ein aserbaidschanischer Frauen-Volleyballverein aus Baku.

## Geschichte
Baki Baku wurde 2005 gegründet und spielt seitdem in der aserbaidschanischen Superliga. In ihrer ersten Saison auf europäischer Ebene erreichten die Baki-Frauen 2012 das Endspiel im Challenge Cup, wo man gegen den Lokalrivalen Lokomotiv Baku erst im „golden set“ mit 13:15 verlor.
Nach einer Fusion tritt man seit 2012 als Azeryol Baku an.